# National Labor Relations Board
National Labor Relations Board (NLRB) er et uafhængigt agentur under den amerikanske regering, som har til opgave at gennemføre valg om fagforeningsrepræsentation på virksomheder og undersøgelse af og korrektion af urimelig adfærd fra arbejdsgivere og fagforeninger. Urimelig adfærd kan dreje sig om anvendelse af ulovlige strejker, diskrimination eller forhindring af at arbejdere organiserer sig. NLRB ledes af en femmands bestyrelse (board) og en generaladvokat (general council), som alle udpeges af USA's præsident og skal godkendes af Senatet. Bestyrelsesmedlemmer udpeges for fem-årige perioder og generaladvokaten udpeges for fire år ad gangen. Generaladvokaten fungerer som anklager og boardet fungerer som appelinstans overfor afgørelser truffet af administrative dommere. NLRB blev etableret i 1934 ved præsidentordre nr.
6763.

## Embedsområde
Boardets embedsområde er begrænset til at omfatte ansatte i den private sektor samt USA's Postvæsen. Herudover har den ingen autoritet over offentlige ansatte, samt jernbane og flyansatte, som er dækket af Adamson Railway Labor Act, og ansatte ved landbruget. På den anden side er embedsområdets standarder for disse dele af den private sektor tilstrækkelig lave til at nå næsten alle ansatte, som har nogen nævneværdig betydning på handelen staterne imellem.

## Struktur
Taft-Hartley-loven skabte også en formel administrativ skillelinje mellem Board og generaladvokaten i NLRB. Generaladvokaten er populært sagt ansvar for at undersøge og retsforfølge påstande om urimelige adfærd, mens Boardet er en retsinstans som afgør de sager om urimelige adfærd, som forelægges det. Mens generaladvokaten har en begrænset mulighed for at argumentere for ændringer i lovgivningen, når han forelægger sager for boardet, er det hans opgave at sørge for at boardets afgørelser bliver gennemført, selv om det måtte være i strid med den holdning han fremførte, da han fremlagde sagen for boardet. Boardet er også ansvarlig for administrationen af lovens bestemmelser om afholdelse af valg og løsning af grænsekonflikter mellem fagforeninger.
Generaladvokaten fører kontrol med fire divisioner: Driftsstyring, administratrionm, rådgivning og gennemførelse af voldgift.
Boardet har over 30 regionale kontorer. De regionale kontorer gennemfører valg, undersøger anklager om urimelig adfærd og træffer foreløbige vurderinger af disse anklager (afvisning, forlig eller anklagerejsning). Boardet har kompetence til at afholde valg og retsforfølge overtrædelser af loven i Puerto Rico og Amerikansk Samoa.

## Behandling af anklager
Anklager rejses af grupper mod fagforeninger eller arbejdsgivere og indgives til rette regionale kontor. Det regionale kontor undersøger klagen. Hvis det antages, at der sker en overtrædelse vil det regionale kontor forelægge sagen for en administrativ domstol, som gennemfører en høring. Den administrative dommers beslutning kan forelægges boardets fem medlemmer. Deres beslutninger kan appelleres til en føderal appeldomstol – United States Courts of Appeals. Boardet sørger ikke selv for at dets beslutninger føres ud i livet. Det må søge domstols gennemførelse for at tvinge den skyldige part til at adlyde dens ordrer.

## Forløber
En forløber, National Labor Board, blev etableret under National Industrial Recovery Act i 1933, en lov som senere blev afvist af USA's højesteret.

## Eksterne kilder
- National Labor Relations Board official website Arkiveret 7. oktober 2009 hos  Wayback Machine
- NLRB Fact Sheet Arkiveret 10. april 2009 hos  Wayback Machine